# رماسا
رماسا، هي بلدة من بلدات قضاء بعلبك بمحافظة البقاع في لبنان، وتمتد أراضيها على تخوم جرود العاقورة وعيون السيمان. ومن ناحية الارتفاع فهي تعلو عن سطح البحر 1250 م، وترتكز على مجموعة من الهضاب، وتطل على سهل البقاع، ومدينة بعلبك. أما طقسها، فهو معتدل في فصول السنة، لكن الشتاء بارد مع تساقط الثّلوج.